# René Vermandel
René Vermandel (* 23. März 1893 in Zelzate; † 20. April 1958 in Anderlecht) war ein belgischer Radrennfahrer.
1919 gewann er die nationale Meisterschaft im Straßenrennen der Unabhängigen. Wegen des Ersten Weltkriegs wurde René Vermandel erst mit 27 Jahren Profi-Rennfahrer. Er wurde zu einem der erfolgreichsten belgischen Straßenrennfahrer der 1920er Jahre. 1921 wurde er Belgischer Meister im Querfeldein-Rennen; im selben Jahr gewann er sowohl die Belgien- als auch die Flandern-Rundfahrt, 1922 erneut die Belgien-Rundfahrt. 1923 und 1924 siegte er bei Lüttich–Bastogne–Lüttich. 1922 und 1924 wurde er Belgischer Meister im Straßenrennen, beim ersten Mal in Form eines Eintagesrennen in Spa, beim zweiten Mal nach einer Punktewertung mehrerer Rennen. 1922 gewann er zudem das Critérium des As, 1923 den Circuit de Paris. In vielen weiteren Rennen konnte er den ersten Rang belegen. Einmal, 1921, nahm er auch an der Tour de France teil, gab aber während der dritten Etappe auf.
1927 gewann er die Harzrundfahrt.
Gegen Ende seiner Laufbahn bestritt Vermandel zudem elf Sechstagerennen; 1927 konnte er das in Dortmund gemeinsam mit Pierre Rielens gewinnen. 1929 belegte er mit Jules Vanhevel den dritten Platz beim Sechstagerennen in Dortmund; der Verleger der belgischen Zeitschrift Sportwereld, Karel Van Wijnendaele, hatte zur Steigerung der Auflage die beiden Rennfahrer zuvor als Antagonisten aufgebaut.
Nach dem Ende seiner aktiven Radsport-Karriere wurde Vermandel Schrittmacher bei Steherrennen von Willy Michaux und Raymond Impanis. Außerdem führte er ein Sportcafé in Kuregem, einem Ortsteil von Anderlecht, und war lange Jahre Vorsitzender des Radfahrclubs „Kuregem Sportief“.
René Vermandel wurde – wegen seiner auffälligen Frisur: Mittelscheitel bei ausgeprägter Lockenmähne – „Le Frisé“ genannt, aber auch der „belgische Lapize“.